# Grupa „Narew” KGB w Warszawie
Grupa „Narew” KGB w Warszawie (ros. Группа „Нарев” КГБ в Варшаве), Grupa Łącznikowa KGB – działająca w latach 1971–1993 w Polsce, jednostka operacyjna Komitetu Bezpieczeństwa Państwowego ZSRR – KGB (Комитет государственной безопасности).
Grupa działała w okresie PRL, a nieoficjalnie i kilka lat później, w Warszawie na mocy porozumienia z dnia 27 listopada 1971 między KGB ZSRR i Ministerstwem Spraw Wewnętrznych PRL. Kontynuowała prace Aparatu radzieckich organów bezpieczeństwa publicznego w PRL (1945–1971). W Grupie zatrudnieni byli też oficerowie wywiadu wojskowego ZSRR GRU oraz z 20 Brygady Łączności Rządowej KGB (20 Бригада правительственной связи) w Rembertowie (1980–1993). W grudniu 1990 personel grupy liczył około 10 osób.

## Szefowie przedstawicielstwa
- [1968] 1971–1973 – gen. mjr Jakow Pawłowicz Skomorochin (генерал-майор Скоморохин Яков Павлович)
- kwiecień 1973 – listopad 1982[4] – gen. mjr W.G. Pawłow (генерал-майор Павлов Виталий Григорьевич)
- 1982–1986[5] – gen. mjr W.A. Dożdalew (генерал-майор Дождалев Василий Алексеевич), wcześniej urzędnik ambasady (1980–1982)
- wrzesień 1987 – maj 1990 – gen. mjr A.T. Kiriejew (генерал-майор Киреев Анатолий Тихонович)
- wrzesień 1990 – 1993 – gen. mjr W.K. Smirnow (генерал-майор В. К. Смирнов)

## Siedziba
Grupa mieściła się w Warszawie w willi Neumanów z 1929 (proj. Marcin Weinfeld) przy ul. Sułkowickiej/ul. Belwederskiej 18a, zaś węzeł łączności przy ul. Kazimierzowskiej; w latach 1990–1993 w siedzibie ambasady ZSRR/Rosji przy ul. Belwederskiej 49. Po 1990 w willi Neumanów mieściły się kolejno: spółka Interster, ambasada RPA, restauracje – Tradycja Polska, Różana, Biała Gęś i Dom Polski.
Funkcjonowały też przedstawicielstwa Grupy, m.in. w Gdańsku.